# Флаг Орехово-Зуевского городского округа
Флаг Оре́хово-Зу́ева — официальный символ городского округа Орехово-Зуево Московской области Российской Федерации.
Флаг муниципального образования городского округа Орехово-Зуево составлен на основе герба городского округа по правилам и соответствующим традициям вексиллологии и отражает исторические, культурные, социально-экономические, национальные и иные местные традиции.

## Описание
29 декабря 1997 года, постановлением главы администрации города Орехово-Зуево, был утверждён флаг города Орехово-Зуево, который был внесён в Государственный геральдический регистр Российской Федерации под номером 234. Описание флага гласило:

Прямоугольное полотнище. Поле флага делится по горизонтали на три равные части. Верхняя полоса — красная, средняя — белая, нижняя — красная. В нижней части белой полосы — узкая горизонтальная полоса синего цвета. С левой стороны верхней красной полосы — щит с гербом города Орехово-Зуево. Отношение ширины полотнища к его длине 2:3; отношение ширины синей полосы к ширине белой полосы 1:8; расстояние, отделяющее синюю полосу от нижнего края белой, равно ширине синей полосы.

23 ноября 2006 года, Решением № 618/52, флаг города Орехово-Зуево стал флагом городского округа Орехово-Зуево с сохранением номера в регистре. С рисунка флага был убран щит герба и изменено описание флага:

Флаг представляет собой полотнище с отношением ширины к длине 2:3, разделённое по горизонтали на 5 неравных полос — красную, белую, синюю, белую, красную шириной в 1/3, 1/4, 2/45, 2/45 и 1/3 полотнища соответственно и несущее сгруппированные в середине крыжа изображения фигур герба: белую с сине-белым нижним краем волнистую полоску между веточкой орешника и зуйком жёлтого цвета в окружении орнаментальных ромбоидальных элементов белого цвета.

## Обоснование символики
Флаг городского округа Орехово-Зуево создан с учётом флага города Орехово-Зуево, утверждённого постановлением главы администрации города Орехово-Зуево от 29.12.1997 № 1784.
Флаг городского округа Орехово-Зуево гласный и говорит о его происхождении. Город возник на месте деревень Орехово и Зуево, расположенных на противоположных берегах реки Клязьма.
В 1797 году зуевский крестьянин С. В. Морозов, родоначальник династии русских промышленников, основал в Зуеве шёлкоткацкое предприятие, в 1847 году — бумагопрядильную мануфактуру в Никольском, близ Орехова. Текстильная промышленность города была ведущей и градообразующей на протяжении многих лет.
Красный цвет символизирует Морозовскую стачку 1885 года — крупнейшее выступление русских рабочих в XIX веке.
В 1917 году Орехово, Зуево, Никольское, посёлок Дубравка были объединены в город Орехово-Зуево.